# Pallavolo ai Giochi centramericani e caraibici - Torneo femminile
Il torneo femminile di pallavolo ai Giochi centramericani e caraibici si svolge con una cadenza di ogni quattro anni durante i Giochi centramericani e caraibici. Introdotto nei giochi nel 1938, alla competizione partecipano un totali di otto squadre appartenenti alla fascia centramericana e caraibica.

## Edizioni
| Edizione      | Edizione                   | Podio           | Podio           | Podio            |
| Anno          | Organizzatore              | Campione        | Seconda         | Terza            |
| ------------- | -------------------------- | --------------- | --------------- | ---------------- |
| 1935 Dettagli | San Salvador               | Messico         | El Salvador     | -                |
| 1938 Dettagli | Panama                     | Messico         | Porto Rico      | Panama           |
| 1946 Dettagli | Barranquilla               | Rep. Dominicana | Porto Rico      | Messico          |
| 1954 Dettagli | Città del Messico          | Messico         | Rep. Dominicana | -                |
| 1959 Dettagli | Caracas                    | Messico         | Venezuela       | Antille Olandesi |
| 1962 Dettagli | Kingston                   | Rep. Dominicana | Porto Rico      | Messico          |
| 1966 Dettagli | San Juan                   | Cuba            | Messico         | Rep. Dominicana  |
| 1970 Dettagli | Panama                     | Messico         | Cuba            | Venezuela        |
| 1974 Dettagli | Santo Domingo              | Cuba            | Messico         | Rep. Dominicana  |
| 1978 Dettagli | Medellín                   | Cuba            | Messico         | Rep. Dominicana  |
| 1982 Dettagli | L'Avana                    | Cuba            | Messico         | Rep. Dominicana  |
| 1986 Dettagli | Santiago de los Caballeros | Cuba            | Messico         | Venezuela        |
| 1990 Dettagli | Città del Messico          | Cuba            | Messico         | Venezuela        |
| 1993 Dettagli | Ponce                      | Cuba            | Messico         | Venezuela        |
| 1998 Dettagli | Maracaibo                  | Cuba            | Rep. Dominicana | Venezuela        |
| 2002 Dettagli | San Salvador               | Rep. Dominicana | Venezuela       | Messico          |
| 2006 Dettagli | Cartagena de Indias        | Rep. Dominicana | Cuba            | Porto Rico       |
| 2010 Dettagli | Mayagüez                   | Rep. Dominicana | Porto Rico      | Costa Rica       |
| 2014 Dettagli | Veracruz                   | Rep. Dominicana | Porto Rico      | Cuba             |
| 2018 Dettagli | Barranquilla               | Rep. Dominicana | Colombia        | Porto Rico       |
| 2023 Dettagli | San Salvador               | Rep. Dominicana | Porto Rico      | Cuba             |

## Medagliere
| Pos. | Squadra          | 1º posto | 2º posto | 3º posto | Totale |
| ---- | ---------------- | -------- | -------- | -------- | ------ |
| 1    | Rep. Dominicana  | 8        | 2        | 4        | 14     |
| 2    | Cuba             | 8        | 2        | 2        | 12     |
| 3    | Messico          | 5        | 7        | 3        | 15     |
| 4    | Porto Rico       | 0        | 6        | 2        | 8      |
| 5    | Venezuela        | 0        | 2        | 5        | 7      |
| 6    | El Salvador      | 0        | 1        | 0        | 1      |
| 6    | Colombia         | 0        | 1        | 0        | 1      |
| 7    | Antille Olandesi | 0        | 0        | 1        | 1      |
| 7    | Costa Rica       | 0        | 0        | 1        | 1      |
| 7    | Panama           | 0        | 0        | 1        | 1      |